# Demy de Zeeuw
Demy de Zeeuw (Apeldoorn, 26 maggio 1983) è un ex calciatore olandese, di ruolo centrocampista.

## Carriera

### Club
Nel 2006 si è trasferito dal Go Ahead all'AZ Alkmaar per 100000 €, firmando un contratto di quattro anni. Il 24 luglio 2009 è stato quindi ceduto all'Ajax. L'8 maggio 2011 segna lo 0-1 contro il Twente nella finale della Coppa d'Olanda ma dopo i supplementari la partita finirà 3-2 per i Reds. Il 15 maggio vince l'Eredivisie nello scontro diretto vinto per 3-1 contro il Twente.
Il 6 luglio 2011 viene acquistato dallo Spartak Mosca per sei milioni di euro e un contratto di tre anni.
Il 22 gennaio 2013 viene ceduto in prestito all'Anderlecht. Dopo un anno e mezzo torna allo Spartak e si svincola. Dopo aver messo un annuncio su internet per trovare una squadra, l'8 febbraio 2015 firma per il NAC Breda. Il 14 febbraio al debutto segna una doppietta nella sconfitta per 3-2 contro l'ADO Den Haag.

### Nazionale
Nel 2006 è stato convocato per disputare gli Europei Under-21 in Portogallo, poi vinti proprio dai giovani Oranje. Dal 2007 veste regolarmente la maglia della nazionale maggiore. È stato convocato in nazionale maggiore per disputare il campionato d'Europa 2008 e il Mondiale 2010.

## Statistiche

### Presenze e reti nei club
Statistiche aggiornate al 21 maggio 2015.
| Stagione               | Squadra                | Campionato             | Campionato | Campionato | Coppe nazionali | Coppe nazionali | Coppe nazionali | Coppe continentali | Coppe continentali | Coppe continentali | Altre coppe | Altre coppe | Altre coppe | Totale | Totale | Totale |
| Stagione               | Squadra                | Comp                   | Pres       | Reti       | Comp            | Pres            | Reti            | Comp               | Pres               | Reti               | Comp        | Pres        | Reti        | Pres   | Reti   |        |
| ---------------------- | ---------------------- | ---------------------- | ---------- | ---------- | --------------- | --------------- | --------------- | ------------------ | ------------------ | ------------------ | ----------- | ----------- | ----------- | ------ | ------ | ------ |
| 2001-2002              | Go Ahead Eagles        | ER                     | 3          | 0          | CO              | 0               | 0               | -                  | -                  | -                  | -           | -           | -           | 3      | 0      |        |
| 2002-2003              | Go Ahead Eagles        | ER                     | 10         | 1          | CO              | 0               | 0               | -                  | -                  | -                  | -           | -           | -           | 10     | 1      |        |
| 2003-2004              | Go Ahead Eagles        | ER                     | 18         | 3          | CO              | 0               | 0               | -                  | -                  | -                  | -           | -           | -           | 18     | 3      |        |
| 2004-2005              | Go Ahead Eagles        | ER                     | 34         | 3          | CO              | 1               | 1               | -                  | -                  | -                  | -           | -           | -           | 35     | 4      |        |
| Totale Go Ahead Eagles | Totale Go Ahead Eagles | Totale Go Ahead Eagles | 65         | 7          |                 | 1               | 1               |                    | -                  | -                  |             | -           | -           | 66     | 8      |        |
| 2005-2006              | AZ Alkmaar             | E                      | 26         | 1          | CO              | 3               | 0               | CU                 | 4                  | 1                  | -           | -           | -           | 33     | 2      |        |
| 2006-2007              | AZ Alkmaar             | E                      | 32+4       | 5          | CO              | 4               | 2               | CU                 | 11                 | 2                  | -           | -           | -           | 51     | 9      |        |
| 2007-2008              | AZ Alkmaar             | E                      | 31         | 6          | CO              | 1               | 0               | CU                 | 5                  | 1                  | -           | -           | -           | 37     | 7      |        |
| 2008-2009              | AZ Alkmaar             | E                      | 30         | 3          | CO              | 4               | 0               | -                  | -                  | -                  | -           | -           | -           | 34     | 3      |        |
| Totale AZ              | Totale AZ              | Totale AZ              | 119+4      | 15         |                 | 12              | 2               |                    | 20                 | 4                  |             | -           | -           | 155    | 21     |        |
| 2009-2010              | Ajax                   | E                      | 31         | 7          | CO              | 6               | 3               | UEL                | 10                 | 1                  | -           | -           | -           | 47     | 11     |        |
| 2010-2011              | Ajax                   | E                      | 27         | 1          | CO              | 6               | 2               | UCL+UEL            | 10+3               | 2+0                | SO          | 1           | 0           | 47     | 5      |        |
| Totale Ajax            | Totale Ajax            | Totale Ajax            | 58         | 8          |                 | 12              | 5               |                    | 23                 | 3                  |             | 1           | 0           | 94     | 16     |        |
| 2011-2012              | Spartak Mosca          | PL                     | 13         | 2          | KR              | 1               | 0               | UEL                | 2                  | 0                  | -           | -           | -           | 16     | 2      |        |
| 2012-gen. 2013         | Spartak Mosca          | PL                     | 12         | 0          | KR              | 2               | 1               | UCL                | 3                  | 0                  | -           | -           | -           | 17     | 1      |        |
| Totale Spartak Mosca   | Totale Spartak Mosca   | Totale Spartak Mosca   | 25         | 2          |                 | 3               | 1               |                    | 5                  | 0                  |             | -           | -           | 33     | 3      |        |
| gen.-giu. 2013         | Anderlecht             | D1                     | 4+8        | 0+1        | CB              | 2               | 0               | -                  | -                  | -                  | -           | -           | -           | 14     | 1      |        |
| 2013-2014              | Anderlecht             | D1                     | 14         | 1          | CB              | 1               | 1               | UCL                | 2                  | 1                  | SB          | 1           | 0           | 18     | 3      |        |
| Totale Anderlecht      | Totale Anderlecht      | Totale Anderlecht      | 18+8       | 1+1        |                 | 3               | 1               |                    | 2                  | 1                  |             | 1           | 0           | 32     | 4      |        |
| 2014-2015              | NAC Breda              | E                      | 12+4       | 2          | CO              | 0               | 0               | -                  | -                  | -                  | -           | -           | -           | 16     | 2      |        |
| Totale carriera        | Totale carriera        | Totale carriera        | 213        | 36         |                 | 31              | 10              |                    | 50                 | 8                  |             | 2           | 0           | 396    | 54     |        |

### Cronologia presenze e reti in nazionale
| Cronologia completa delle presenze e delle reti in nazionale ― Paesi Bassi | Cronologia completa delle presenze e delle reti in nazionale ― Paesi Bassi | Cronologia completa delle presenze e delle reti in nazionale ― Paesi Bassi | Cronologia completa delle presenze e delle reti in nazionale ― Paesi Bassi | Cronologia completa delle presenze e delle reti in nazionale ― Paesi Bassi | Cronologia completa delle presenze e delle reti in nazionale ― Paesi Bassi | Cronologia completa delle presenze e delle reti in nazionale ― Paesi Bassi | Cronologia completa delle presenze e delle reti in nazionale ― Paesi Bassi |
| Data                                                                       | Città                                                                      | In casa                                                                    | Risultato                                                                  | Ospiti                                                                     | Competizione                                                               | Reti                                                                       | Note                                                                       |
| -------------------------------------------------------------------------- | -------------------------------------------------------------------------- | -------------------------------------------------------------------------- | -------------------------------------------------------------------------- | -------------------------------------------------------------------------- | -------------------------------------------------------------------------- | -------------------------------------------------------------------------- | -------------------------------------------------------------------------- |
| 28-3-2007                                                                  | Celje                                                                      | Slovenia                                                                   | 0 – 1                                                                      | Paesi Bassi                                                                | Qual. Euro 2008                                                            | -                                                                          | 74’                                                                        |
| 2-6-2007                                                                   | Seul                                                                       | Corea del Sud                                                              | 0 – 2                                                                      | Paesi Bassi                                                                | Amichevole                                                                 | -                                                                          | 59’                                                                        |
| 6-6-2007                                                                   | Bangkok                                                                    | Thailandia                                                                 | 1 – 3                                                                      | Paesi Bassi                                                                | Amichevole                                                                 | -                                                                          | 74’ 75’                                                                    |
| 22-8-2007                                                                  | Lancy                                                                      | Svizzera                                                                   | 2 – 1                                                                      | Paesi Bassi                                                                | Amichevole                                                                 | -                                                                          |                                                                            |
| 8-9-2007                                                                   | Amsterdam                                                                  | Paesi Bassi                                                                | 2 – 0                                                                      | Bulgaria                                                                   | Qual. Euro 2008                                                            | -                                                                          | 81’                                                                        |
| 12-9-2007                                                                  | Tirana                                                                     | Albania                                                                    | 0 – 1                                                                      | Paesi Bassi                                                                | Qual. Euro 2008                                                            | -                                                                          | Ammonizione                                                                |
| 13-10-2007                                                                 | Costanza                                                                   | Romania                                                                    | 1 – 0                                                                      | Paesi Bassi                                                                | Qual. Euro 2008                                                            | -                                                                          |                                                                            |
| 17-10-2007                                                                 | Rotterdam                                                                  | Paesi Bassi                                                                | 2 – 0                                                                      | Slovenia                                                                   | Qual. Euro 2008                                                            | -                                                                          |                                                                            |
| 17-11-2007                                                                 | Rotterdam                                                                  | Paesi Bassi                                                                | 1 – 0                                                                      | Lussemburgo                                                                | Qual. Euro 2008                                                            | -                                                                          |                                                                            |
| 21-11-2007                                                                 | Minsk                                                                      | Bielorussia                                                                | 2 – 1                                                                      | Paesi Bassi                                                                | Qual. Euro 2008                                                            | -                                                                          | 69’                                                                        |
| 6-2-2008                                                                   | Spalato                                                                    | Croazia                                                                    | 0 – 3                                                                      | Paesi Bassi                                                                | Amichevole                                                                 | -                                                                          | 73’                                                                        |
| 26-3-2008                                                                  | Vienna                                                                     | Austria                                                                    | 3 – 4                                                                      | Paesi Bassi                                                                | Amichevole                                                                 | -                                                                          | 46’                                                                        |
| 24-5-2008                                                                  | Rotterdam                                                                  | Paesi Bassi                                                                | 3 – 0                                                                      | Ucraina                                                                    | Amichevole                                                                 | -                                                                          | 73’                                                                        |
| 29-5-2008                                                                  | Eindhoven                                                                  | Paesi Bassi                                                                | 1 – 1                                                                      | Danimarca                                                                  | Amichevole                                                                 | -                                                                          |                                                                            |
| 1-6-2008                                                                   | Rotterdam                                                                  | Paesi Bassi                                                                | 2 – 0                                                                      | Galles                                                                     | Amichevole                                                                 | -                                                                          | 46’                                                                        |
| 17-6-2008                                                                  | Berna                                                                      | Paesi Bassi                                                                | 2 – 0                                                                      | Romania                                                                    | Euro 2008 - 1º turno                                                       | -                                                                          |                                                                            |
| 20-8-2008                                                                  | Mosca                                                                      | Russia                                                                     | 1 – 1                                                                      | Paesi Bassi                                                                | Amichevole                                                                 | -                                                                          | 84’                                                                        |
| 11-10-2008                                                                 | Rotterdam                                                                  | Paesi Bassi                                                                | 2 – 0                                                                      | Islanda                                                                    | Qual. Mondiali 2010                                                        | -                                                                          | 14’                                                                        |
| 15-10-2008                                                                 | Oslo                                                                       | Norvegia                                                                   | 0 – 1                                                                      | Paesi Bassi                                                                | Qual. Mondiali 2010                                                        | -                                                                          |                                                                            |
| 19-11-2008                                                                 | Amsterdam                                                                  | Paesi Bassi                                                                | 3 – 1                                                                      | Svezia                                                                     | Amichevole                                                                 | -                                                                          | 46’                                                                        |
| 5-9-2009                                                                   | Enschede                                                                   | Paesi Bassi                                                                | 3 – 0                                                                      | Giappone                                                                   | Amichevole                                                                 | -                                                                          | 64’                                                                        |
| 9-9-2009                                                                   | Glasgow                                                                    | Scozia                                                                     | 0 – 1                                                                      | Paesi Bassi                                                                | Qual. Mondiali 2010                                                        | -                                                                          |                                                                            |
| 10-10-2009                                                                 | Sydney                                                                     | Australia                                                                  | 0 – 0                                                                      | Paesi Bassi                                                                | Amichevole                                                                 | -                                                                          | 84’                                                                        |
| 26-5-2010                                                                  | Friburgo in Brisgovia                                                      | Messico                                                                    | 1 – 2                                                                      | Paesi Bassi                                                                | Amichevole                                                                 | -                                                                          |                                                                            |
| 5-6-2010                                                                   | Amsterdam                                                                  | Paesi Bassi                                                                | 6 – 1                                                                      | Ungheria                                                                   | Amichevole                                                                 | -                                                                          | 79’                                                                        |
| 14-6-2010                                                                  | Johannesburg                                                               | Paesi Bassi                                                                | 2 – 0                                                                      | Danimarca                                                                  | Mondiali 2010 - 1º turno                                                   | -                                                                          | 88’                                                                        |
| 6-7-2010                                                                   | Città del Capo                                                             | Uruguay                                                                    | 2 – 3                                                                      | Paesi Bassi                                                                | Mondiali 2010 - Semifinale                                                 | -                                                                          | 46’                                                                        |
| Totale                                                                     |                                                                            | Presenze                                                                   | 27                                                                         |                                                                            | Reti                                                                       | 0                                                                          |                                                                            |

## Palmarès

### Club

#### Competizioni Nazionali
- Campionato olandese: 2

AZ Alkmaar: 2008-2009
Ajax: 2010-2011
- Coppa dei Paesi Bassi: 1

Ajax: 2009-2010
- Supercoppa del Belgio: 1

Anderlecht: 2013

### Nazionale
- Campionato d'Europa Under-21: 1

2006